# Палм-Біч (округ)
Шаблон:StateAbbr_ 26°43′ пн. ш. 80°03′ зх. д. / 26.71° пн. ш. 80.05° зх. д.
Палм-Біч (англ. Palm Beach county) — округ на південному сході штату Флорида. Площа 6 170 км².
Населення 1 320 134 особи (2010 рік). Адміністративний центр у місті Вест-Палм-Біч.
Округ виділений 1909 року з округу Маямі-Дейд. Входить до агломерації Великого Маямі.

## Історія
Округ Палм-Біч був сформований у 1909 році. Він був названий на честь першої з заснованих тут громад — Палм-Біч, яка отримала свою назву завдяки пальмам (англ. palm — «пальма») та пляжам (beach — «пляж»).

## Географія
За даними Бюро перепису населення США, загальна площа округу становить 2 383 квадратних милі (6 170 км²), з них 1 970 квадратних милі (5 100 км²) — суша, а 413 квадратних милі (1 070 км²) (17,3 %) — вода.

## Персоналії
- Вільям Анґер (* 1995) — американський актор та режисер.

## Суміжні округи
- Мартін, Флорида — північ
- Бровард, Флорида — південь
- Гендрі, Флорида — захід
- Глейдс, Флорида — північний захід
- Окічобі, Флорида — північний захід

## Галерея

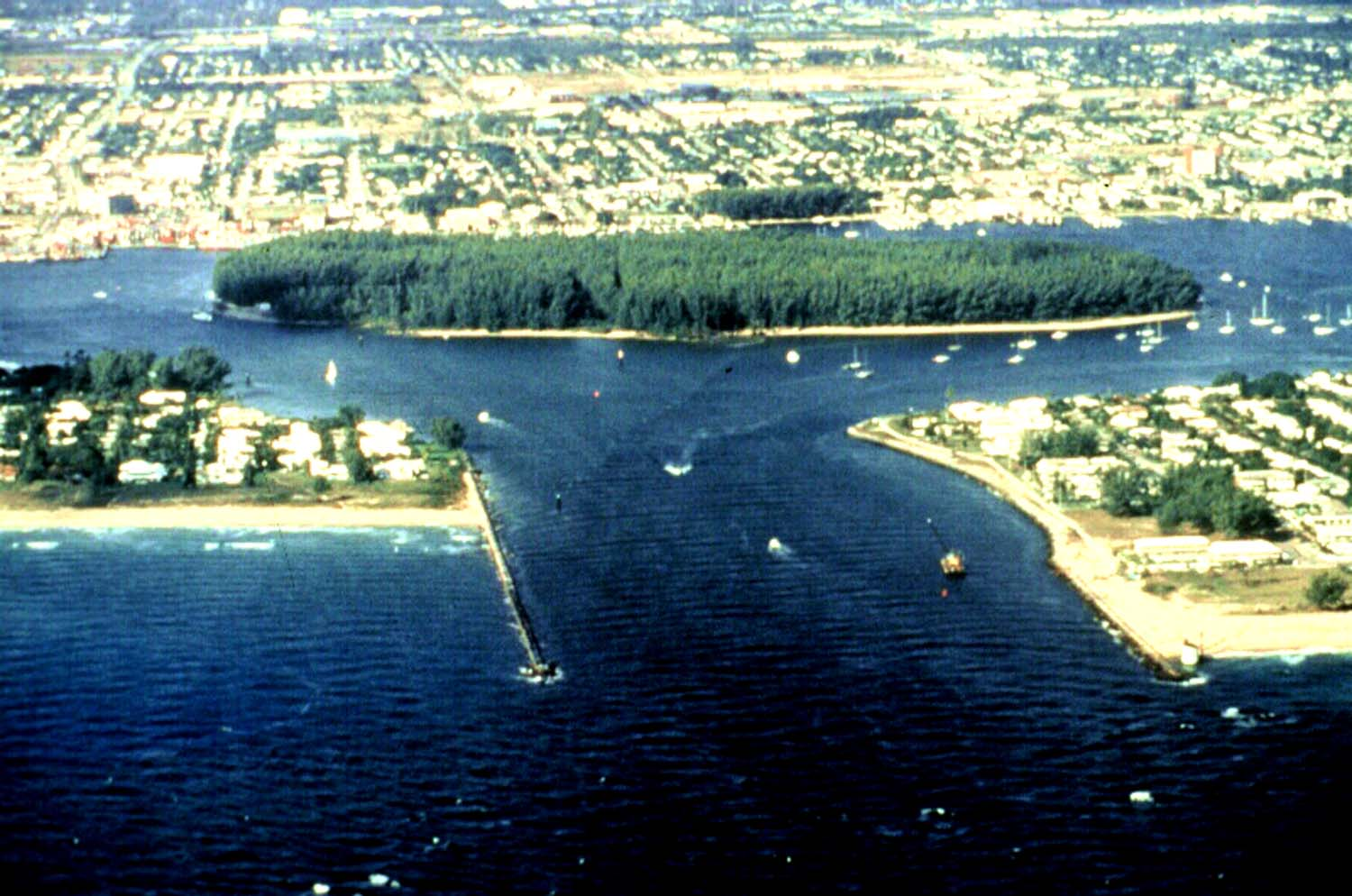
Протока озера Ворт (Лейк-Ворт)
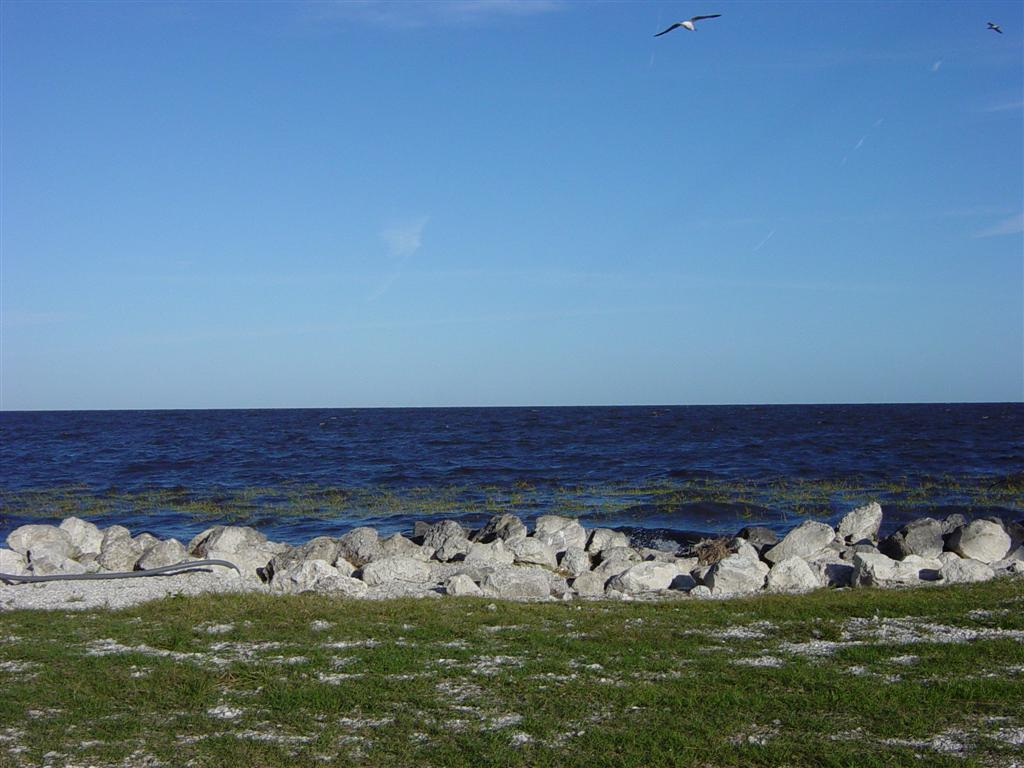
Озеро Окічобі
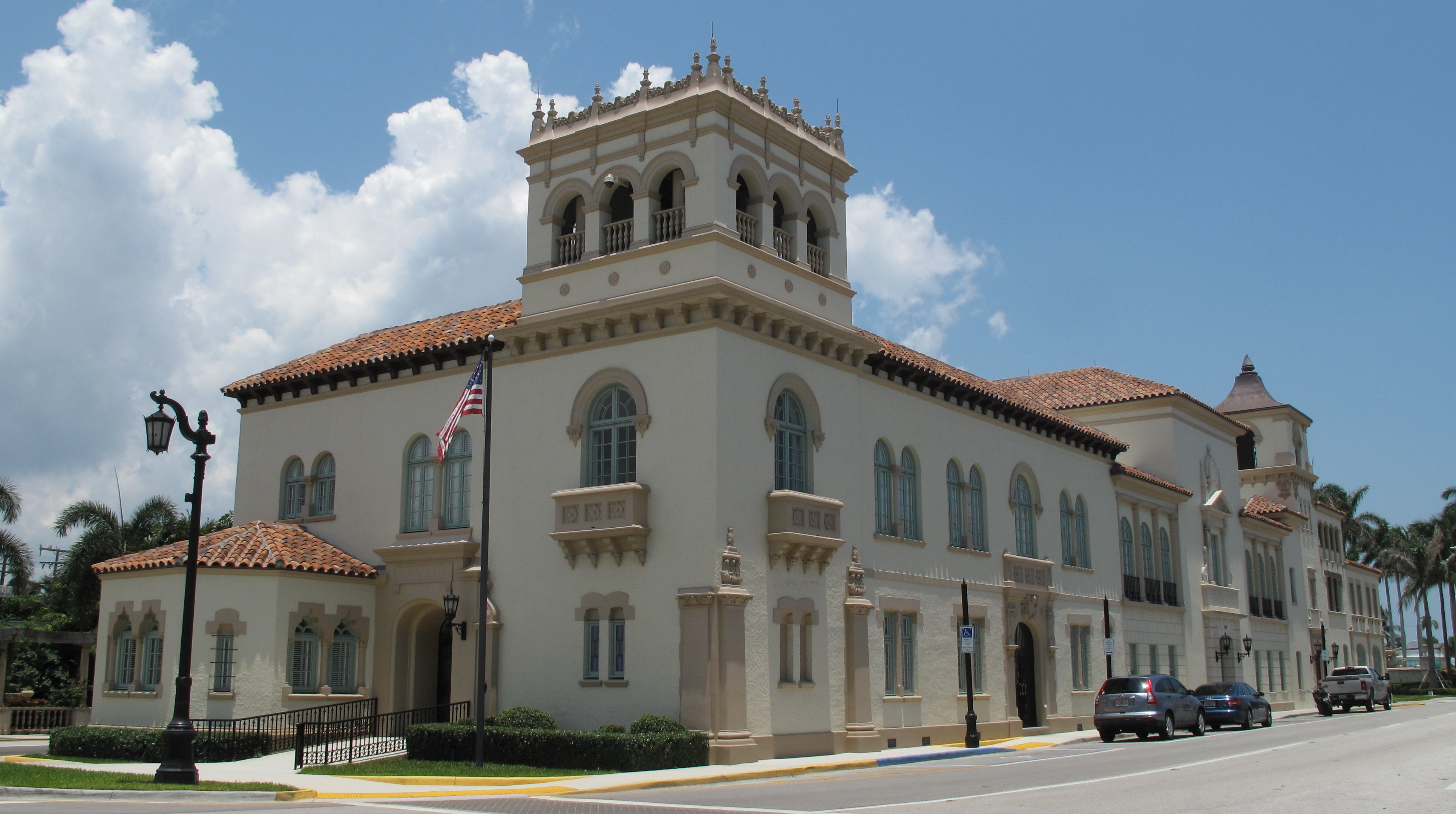
Палм-Біч. Ратуша
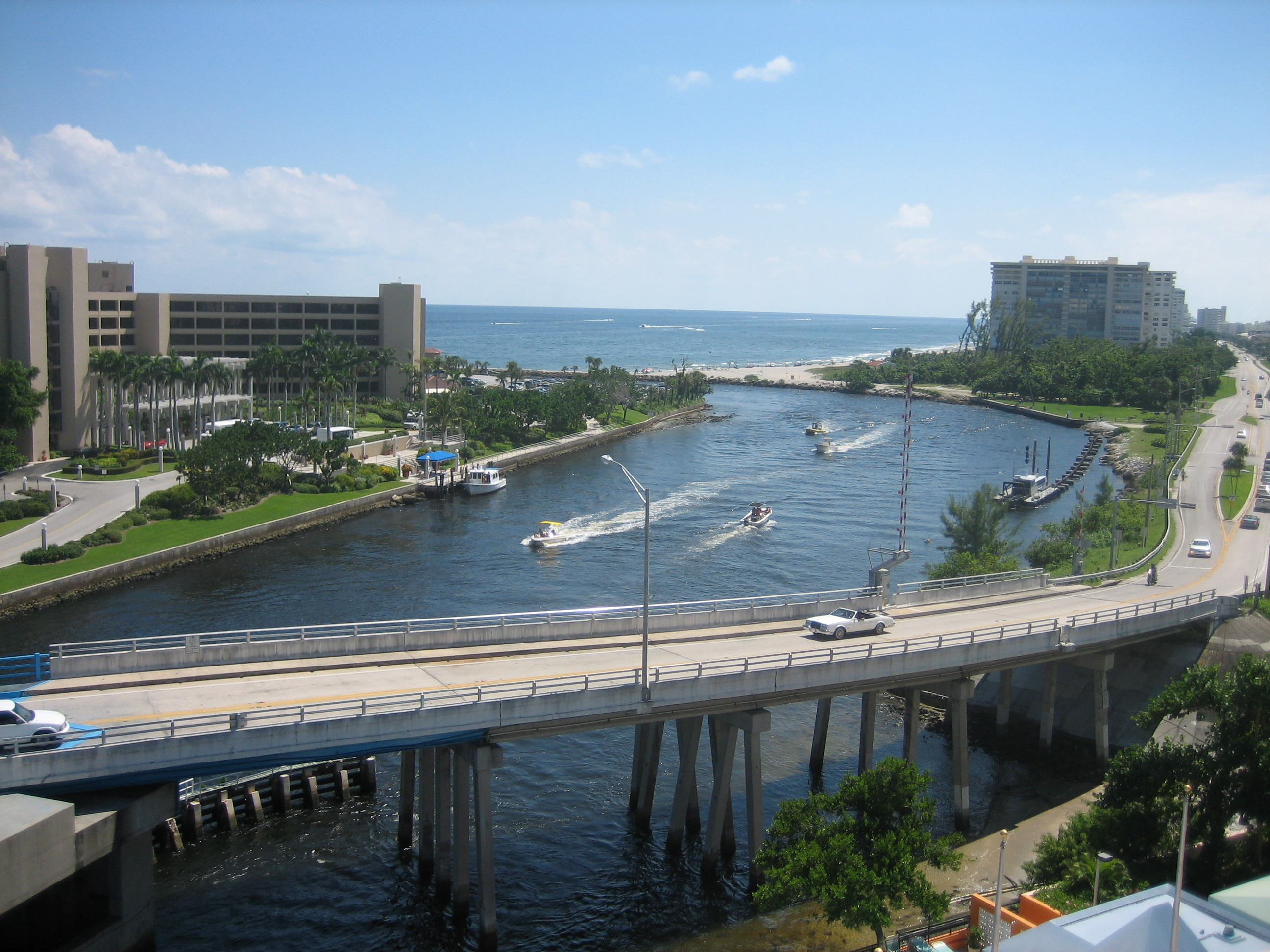